# Hebreerevangeliet
Hebreerevangeliet (grekiska: τὸ καθ' Ἑβραίους εὐαγγέλιον) är ett förlorat apokryfiskt evangelium som tros ha skrivits omkring år 100–150 e.Kr. Det är inte känt i sin helhet, utan bara genom fragment.